# Mlijeko u prahu
Mlijeko u prahu je mliječni proizvod dobiven odstranjivanjem vode (isparavanjem) iz tekućeg mlijeka u kojem maseni udio vode iznosi najviše 5%.
Svrha sušenja je čuvanje mlijeka jer mali sadržaj vode onemogućuje razvoj mikroorganizama, što dozvoljava daleko duži rok trajanja od tekućeg mlijeka, a da se kvaliteta minimalno mijenja. Pri tome nije nužno osiguravati posebne uvjete skladištenja. Druga svrha je smanjenje volumena što ga čini lakšim i ekonomičnijim za transport na veće udaljenosti. Zahvaljujući tome, moguće je preraditi i skladištiti tržne viškove mlijeka, a ista se može obavljati i u krajevima s nepovoljnim klimatskim uvjetima. Mlijeko u prahu je pogodno za proizvodnju drugih prehrambenih proizvoda kao što su hrana za dojenčad, slastice, konditorski i pekarski proizvodi, te slično.
Na tržištu postoje sljedeće vrste mlijeka u prahu:
- ekstra-masno (maseni udio masti iznosi najmanje 42%),
- punomasno (maseni udio masti iznosi najmanje 26%, a najviše 42%),
- djelomično obrano (maseni udio masti iznosi više od 1,5% i manje od 26%), te
- obrano (maseni udio masti iznosi najviše 1,5%).

## Proizvodnja
U opisima svojih putovanja tijekom 18. stoljeća, Marko Polo je opisao proizvod za kojega se pretpostavlja da je mlijeko u prahu. Nastavak i napredak proizvodnje u 19. stoljeću zahvaljuje se pronalascina Nicolasa Apperta, Gaila Bordena i Johna P. Meyenberga. Početkom 20. stoljeća se proizvodnja zasnivala na sušenju na valjcima, a kasnije se razvila metoda sušenjem i raspršivanjem. Kao poboljšanje procesa sušenja i raspršivanja, pedesetih godina je uvedena instantizacija, a sedamdesetih godina je uvedena membranska metoda koncentriranja s frakcioniranjem, da bi osamdesetih godina uvedeno i trostupnjevito sušenje.